# سبیکه
سبیکه نام همسر علی بن موسی الرضا (امام هشتم شیعیان) و مادر محمد تقی (امام نهم شیعیان) است. علی بن موسی الرضا او را «خیزران» نامید.

## نام‌ها
از جمله نام‌های او سبیکه، سکن مریسیه، نوبیه، سکینه (احتمالاً صورت تصحیف شده سبیکه)، خیزران (نامی که علی بن موسی الرضا به او داد)، دُرّه (نامش به هنگام کنیزی و پیش از ازدواج)، ریحان و قبطی و مکنی به «ام‌الحسن» است.

## زندگی
سبیکه یک کنیز بود که «دُرّه» نامیده می‌شد و علی بن موسی الرضا او را «خیزران» نامید. سبیکه مادر جواد در آفریقا زندگی می‌کرد و از روستایی در مصر به نام مِریسه بود. او از خاندان ماریه قبطیه مادر ابراهیم (پسر پیامبر اسلام) بود.
سبیکه یکی از زنان نمونه در اسلام بود. به گفته‌ی علی‌بن موسی‌الرضا او در فضایل اخلاقی بسیار شبیه مریم بوده‌است.

## مرگ
به هنگام رفتن علی بن موسی الرضا از مدینه، او همسر و فرزندانش را با خود نبرد و آن‌ها در مدینه ماندند. بر اساس شواهد، قبر سبیکه در مدینه است، هرچند که کمبود منابع مانع قطعیت در این موضوع است.